# L'état social de la France
 (décembre 2023).

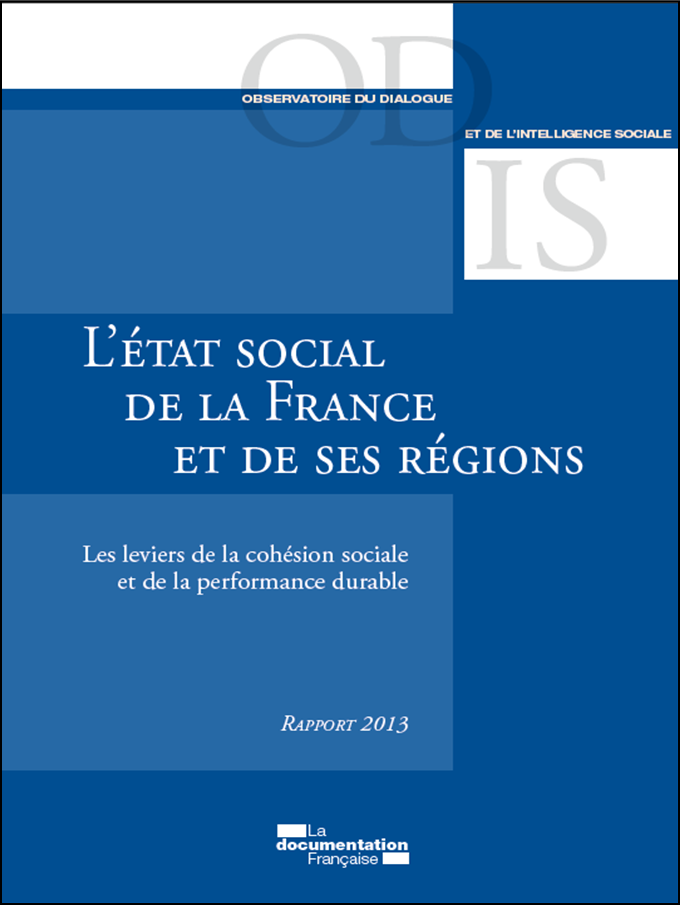
Page de couverture : L'état social de la France et de ses régions 2013.

L'État social de la France est un rapport de l'Observatoire du dialogue et de l'intelligence sociale (Odis) publié en 2004, 2010 et 2013.

## Première édition, 2004
La première édition est publiée en 2004 et préfacée par Nicolas Sarkozy.

## Rapport 2010
Le rapport est publié le 15 décembre 2010.

### Diffusion du rapport
La publication de ce rapport a fait l'objet de présentations et débats au sein de grandes entreprises, syndicats, fédérations professionnelles, grandes écoles et organismes publics tels que la Banque mondiale, la Commission européenne et le Conseil économique, social et environnemental,.

## Rapport 2013
En 2013, le rapport étudie les régions. Il constate que la région parisienne est la mieux classée de loin car elle bénéficie de la concentration de tous les pouvoirs à Paris.